# Martes Sport

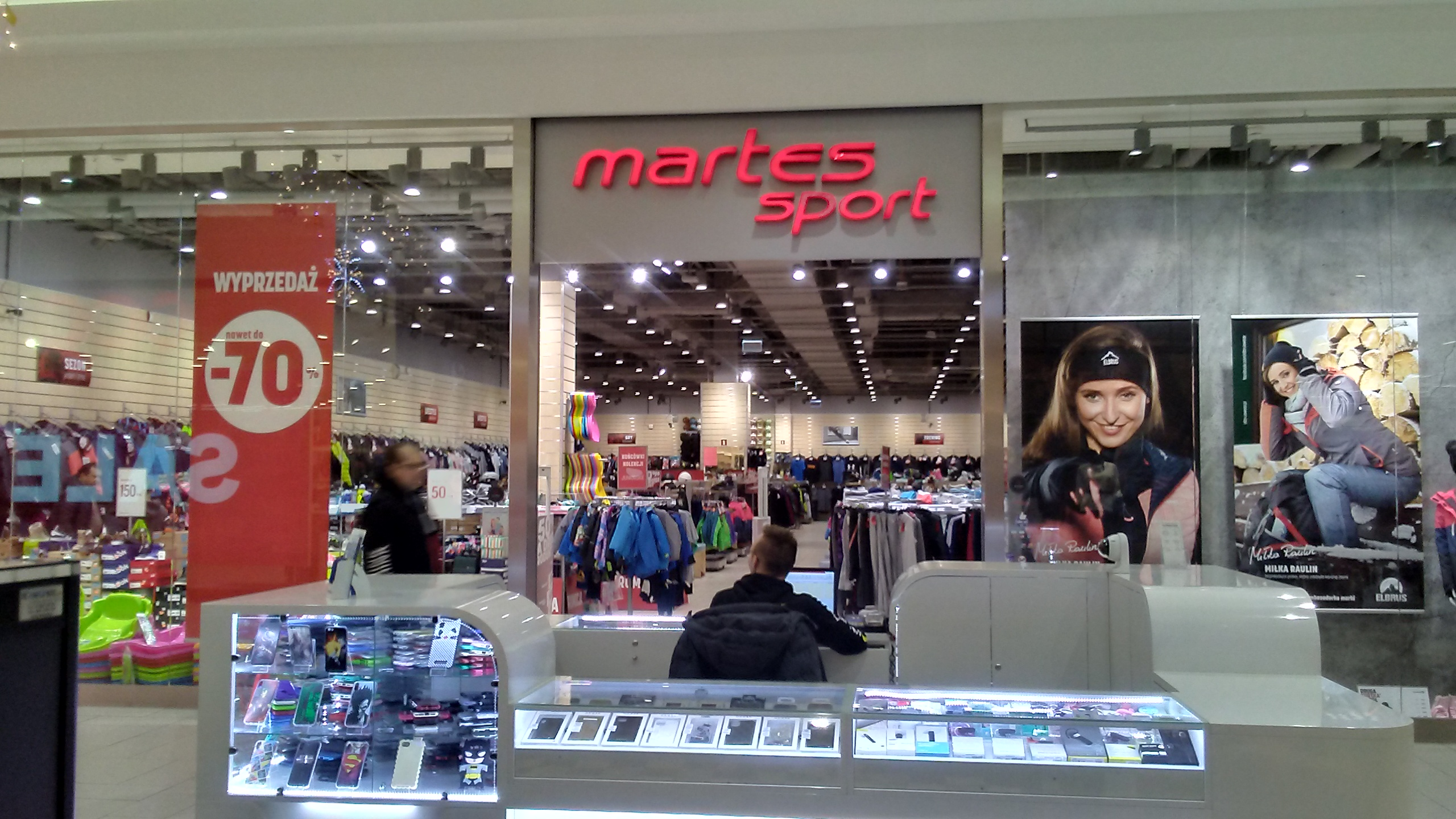
Salon Martes Sport v nákupním centru v Tomaszów Mazowiecki

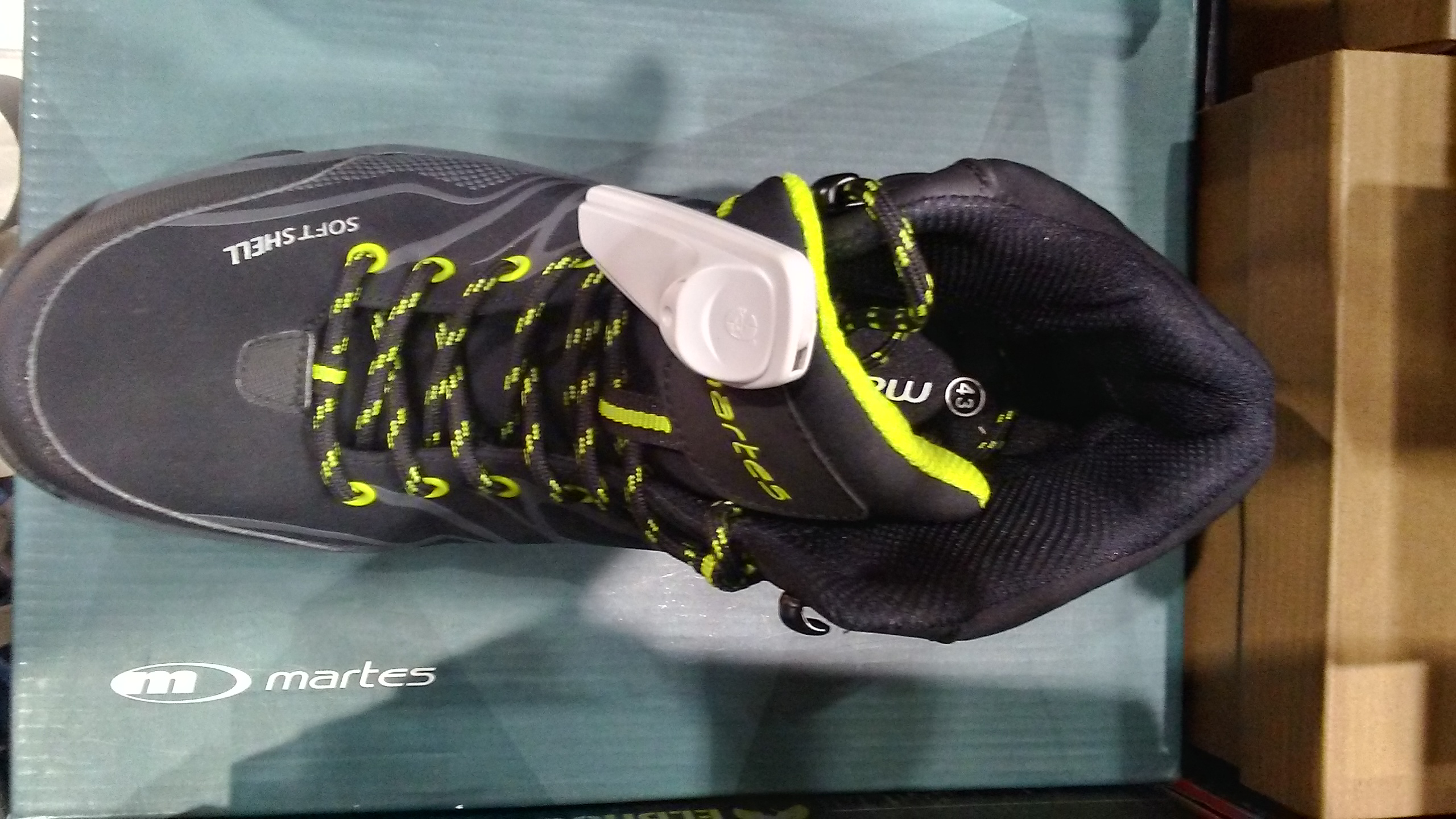
Logotyp na obalu obuvi

Martes Sport je polský řetězec velkoformátových sportovních obchodů. Společnost byla založena v roce 1993 ve městě Bielsko-Biała Jarosławem Droździkem s Michałem Kowalikem.
Společnost distribuuje oblečení, obuv, sportovní potřeby a doplňky a také trekingové vybavení ve střední, jižní a východní Evropě. Působí v Polsku, na Ukrajině, v České republice a od roku 1998 také na Slovensku, v Maďarsku, Rumunsku, Bulharsku, Chorvatsku, Bosně, Srbsku, Slovinsku, Moldavsku, Černé Hoře, Albánii, Severní Makedonii, Kosovu, Lotyšsku, Litvě a Estonsku.
Prodejny Martes v Polsku se nacházejí především v nákupních centrech. Kromě showroomů společnost provozuje prodejny Hi-Tec, Elbrus, Brugi, Iguana a AquaWave. Martes Sport je také obchodním zástupcem francouzských sportovních obchodů Go Sport, Tesco, Auchan, Metro Group.
V roce 2019 měl Martes Sport 329 obchodů a v červnu 2019 jeho majitelé debutovali v žebříčku „100 nejbohatších Poláků" týdeníku Wprost, kde obsadili společné 86. místo s odhadovaným majetkem 452 milionů zlotých.
Dvakrát – v letech 2013 a 2014 – společnost získala ocenění „Gazela podnikání" v soutěži pořádané deníkem Puls Biznesu, v roce 2017 byla oceněna „Diamantem" měsíčníku Forbes.
Martes Sport je sponzorem bielsko-bialského klubu BKS Stal.